# Məşədi Hüseynli
Məşədi Hüseynli è un comune dell'Azerbaigian situato nel distretto di Cəlilabad. Conta una popolazione di 107 abitanti.